# لیف یوهانسن
لیف یوهانسن (به سوئدی: Leif Johansson) (زاده ۳۰ سپتامبر ۱۹۵۱) کارآفرین، بازرگان و مدیر ارشد اجرایی سوئدی است، که اکنون به‌عنوان رئیس هیئت مدیره شرکت تجهیزات مخابراتی اریکسون و شرکت دارویی آسترازنکا فعالیت می‌نماید.
وی در فاصله سال‌های ۱۹۹۷ تا ۲۰۱۱ مدیر عامل اجرایی و رئیس هیئت مدیره شرکت ولوو بود، همچنین از ۱۹۹۱ تا ۱۹۹۷ ریاست شرکت الکترولوکس و از ۱۹۷۱ تا ۱۹۸۵ نیز مدیرعاملی شرکت اس‌کااف را بر عهده داشت.
یوهانسن هم‌اکنون عضو هیئت مدیره شرکت‌های بریستول-مایرز اسکوئیب و اس‌سی‌آ نیز می‌باشد.